# Jacques Chapiro
Jacques Chapiro (wł. Jakow Szapiro, ukr. Жак Шапіро, ros. Жак Шапиро) (ur. 13 czerwca 1897 w Dyneburgu, Łotwa, zm. 1972 w Paryżu, Francja) – francuski malarz pochodzący z Łotwy.
Urodził się w rodzinie żydowskiego rzeźbiarza Abrahama Szapiro, początkowo uczęszczał do szkoły żydowskiej dla chłopców, a mając dziesięć lat rozpoczął naukę malarstwa. W 1915 wyjechał do Charkowa, gdzie uczył się w Akademii Sztuk Pięknych, trzy lata później przeniósł się do Kijowa, gdzie uczęszczał do szkoły sztuk pięknych. Podczas Rewolucji Październikowej projektował plakaty propagandowe, w 1919 stanął na czele szkoły w Jekaterynowsławiu (obecnie Dnipro). W 1920 przeprowadził się do Piotrogrodu, gdzie kontynuował naukę w Akademii Sztuk Pięknych, równocześnie pracował jako dekorator w teatrze dla dzieci. Współpracował z Wsiewołodem Meyerholdem, z którym rok później zetknął się w Moskwie w teatrze żydowskim Habima, gdzie projektował dekoracje do występów Jewgienija Wachtangowa i Konstantego Stanisławskiego. W 1922 poznał Annę, córkę malarza Aleksandra Benois, para w tym samym roku wzięła ślub. Poza pracą zawodową dużo tworzył, swoje prace wystawiał w salonie Dobrychina, w 1925 przyłączył się do grupy „Wielka Sztuka”. W tym samym roku wyjechał do Paryża, gdzie popadł w tarapaty finansowe. Spotkał wówczas Lazare Volovicka (Łazarza Wołowika), od którego dowiedział się o istnieniu w dzielnicy Montparnasse kolonii artystycznej „La Ruche” (pol. „Ul”). W krótkim czasie związał się z paryskim środowiskiem artystycznym, bywał w odwiedzanych przez artystów kawiarniach i intensywnie tworzył. Od 1926 wystawiał swoje prace w Salonie Niezależnych, Salonie des Tuileries, jego pracownia w „La Ruche” istniała do 1930. Pod koniec lat 20. poznał Sergieja Diagilewa, był autorem dekoracji dla prowadzonego przez niego baletu. Współpraca ta trwała do 1929, kiedy Diagilew zmarł. W 1930 miał wystawę indywidualną w galerii Kleinmana, a w 1936 Galerii Bonaparte. W 1937 z inicjatywy Weissberga i Aronsona powstało w Paryżu stowarzyszenie artystów żydowskich i liczyło około dwustu członków, wielu z nich podejmowało tematykę związaną z kulturą i tradycją żydowską. Po wybuchu II wojny światowej w obawie przed prześladowaniami wyjechał do Serres w Alpach Wysokich, a od 1942 przebywał w Carpentras. W 1945 wyjechał na krótko do Włoch, gdzie poślubił Vadiey Zade i razem powrócili do Paryża, gdzie otworzył swoją pracownię. W tym okresie rozpoczął spisywać w humorystyczny sposób swoje wspomnienia z czasów „La Ruche”, książka ta ukazała się w 1960. Pierwszą powojenną wystawę indywidualną miał w Paryżu w 1946, kolejną w 1949. W 1950 miała miejsce pierwsza wystawa prac Jacques’a Chapiro w Wielkiej Brytanii, w londyńskiej „Redfern Gallery”. W 1951 pojawiły się pierwsze pogłoski o możliwej rozbiórce La Ruche, do tematu powrócono w 1967, budynek wymagał gruntownego remontu. Jacques Chapiro, Marc Chagall i inni artyści zaprotestowali przeciwko zniszczeniu ich dawnego domu, od którego zaczęli swoją twórczość w Paryżu. Protest odniósł sukces, mimo pożaru w 1970 trzy lata później obiekt wpisano do rejestru zabytków i przeprowadzono gruntowny remont doprowadzając do niektórych lokali wodę. Jacques Chapiro zmarł w 1972 w Paryżu.